# روشي وارن
روشي وارن (بالإنجليزية: Rau'shee Warren)‏ (مواليد 13 فبراير 1987) هو ملاكم أمريكي، مثّل بلاده في الألعاب الأولمبية الصيفية في دورتي 2004 و2008 و2012.

## روابط خارجية
روشي وارن على موقع بوكس ريك (الإنجليزية) (registration required)
- روشي وارن على موقع Tapology.com (الإنجليزية)
- روشي وارن على موقع أوليمبيديا (الإنجليزية)